# Noordrijns voetbalkampioenschap 1919/20
In 1919/20 werd het achttiende en laatste Noordrijns voetbalkampioenschap gespeeld, dat georganiseerd werd door de West-Duitse voetbalbond. Na dit seizoen werd de competitie ontbonden en gingen de clubs in de Bergisch-Markse competitie spelen. 
De clubs uit Duisburg speelden voor de oorlog in de Ruhrcompetitie. 
Duisburger SpV werden kampioen en plaatste zich voor de West-Duitse eindronde. De club versloeg FC Jahn Siegen en verloor dan van Cölner BC 01. 
SC Hohenzollern Meiderich nam de naam SVgg Meiderich 06 aan. 

## Kreisliga
| Plaats | Club                          | Wed. | W  | G | V  | Saldo | Ptn.  |
| ------ | ----------------------------- | ---- | -- | - | -- | ----- | ----- |
| 1.     | Duisburger SpV                | 20   | 15 | 2 | 3  | 47:17 | 32:8  |
| 2.     | Meidericher SpV 02            | 20   | 11 | 6 | 3  | 49:22 | 28:12 |
| 3.     | SVgg Meiderich 06             | 20   | 12 | 1 | 7  | 28:24 | 25:15 |
| 4.     | Duisburger FV 08              | 20   | 10 | 3 | 7  | 23:14 | 23:17 |
| 5.     | VfvB Ruhrort 1900             | 20   | 9  | 4 | 7  | 32:27 | 22:18 |
| 6.     | SV Viktoria 1899 Duisburg     | 20   | 8  | 3 | 9  | 26:28 | 19:21 |
| 7.     | SV Borussia 1912 Friemersheim | 20   | 7  | 4 | 9  | 25:26 | 18:22 |
| 8.     | Duisburger SC Preußen         | 20   | 6  | 4 | 10 | 22:33 | 16:24 |
| 9.     | SV Union 02 Hamborn           | 20   | 6  | 3 | 11 | 33:42 | 15:25 |
| 10.    | RSV Mülheim/Ruhr              | 20   | 6  | 2 | 12 | 23:49 | 14:26 |
| 11.    | SpV Oberhausen 04             | 20   | 3  | 2 | 15 | 20:46 | 8:32  |

|  | Kampioen |